# Balehonniga, Malavalli
Balehonniga là một làng thuộc tehsil Malavalli, huyện Mandya, bang Karnataka, Ấn Độ.